# Hans-Georg von Friedeburg
Hans-Georg von Friedeburg (Straatsburg, 15 juli 1895 – Flensburg, 23 mei 1945) was Generaladmiral van de onderzeevloot van nazi-Duitsland en de laatste admiraal die het bevel voerde over de Kriegsmarine.
Ondanks dat hij een joodse grootmoeder had was Friedeburg een groot voorstander van het naziregime in Duitsland. Hij werd door Heinrich Himmler beschermd tegen joodse vervolging.

## Carrière
Friedeburg nam in 1914 dienst in de Kaiserliche Marine. In de Eerste Wereldoorlog werd hij in 1917 bevorderd tot luitenant en kwam hij in 1918 bij de onderzeebootdienst waar hij tot het einde van de oorlog wachtofficier op de SM-U 114 was. Ook na de oorlog bleef hij bij de marine. Na verschillende bevorderingen kwam hij in 1934 bij het Oberkommando der Kriegsmarine.
Op 6 juni 1939 kreeg hij het commando over de U 27. Daar bleef hij echter niet lang, want op 9 juli van dat jaar werd hij stafofficier bij de leider van de onderzeedienst Karl Dönitz.
Twee jaar later, in 1941, werd hij viceadmiraal van de onderzeedienst. Hij was verantwoordelijk voor opleidingen en de inzet van onderzeeboten vanuit het bezette Frankrijk. Hij zou later ook verantwoordelijk worden voor de U-bootstrategie op de Atlantische Oceaan. Op 1 februari 1943 kreeg hij als admiraal het commando over de onderzeedienst. Na de dood van Adolf Hitler en diens opvolging door Dönitz op 1 mei 1945 werd hij met terugwerkende kracht tot 1 februari 1944 benoemd tot admiraal-generaal. Hij kon in deze functie echter alleen nog maar meewerken aan het beëindigen van de oorlogsactiviteiten.
In de eerste dagen van mei 1945 werd Friedeburg door Dönitz bevolen om een wapenstilstand met de geallieerden te onderhandelen. In het hoofdkwartier van generaal Bernard Montgomery op de Lüneburger Heide tekende hij op 4 mei de capitulatie van alle Duitse strijdkrachten in Noord-Europa. Op 7 mei maakte hij deel uit van het onderhandelingsteam onder leiding van generaal Alfred Jodl die de documenten voor onvoorwaardelijke overgave van alle Duitse strijdkrachten ondertekende op het hoofdkwartier van generaal Eisenhower te Reims.

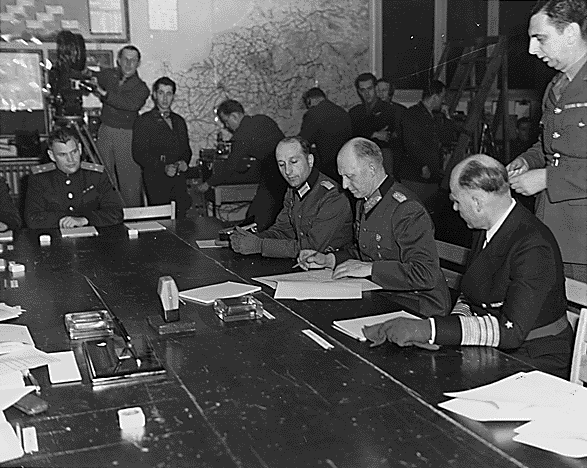
Hans Georg von Friedeburg (rechtsvoor) bij de ondertekening van de onvoorwaardelijke capitulatie van de Wehrmacht in Reims (7 mei 1945) - links van hem Generaloberst Jodl

Twee weken later, op 23 mei 1945, pleegde Friedeburg zelfmoord toen de Britten leden van de Flensburgregering en de bevelhebbers van de Duitse strijdkrachten begonnen te arresteren.

## Militaire loopbaan
- Seekadett: 1 april 1914
- Fähnrich zur See: 23 december 1914[3]
- Leutnant zur See: 13 juli 1916[3]
- Oberleutnant Zur See: 28 september 1920[3]
- Kapitänleutnant: 1 juli 1925[3]
- Korvettenkapitän: 1 april 1933[3]
- Fregattenkapitän: 1 januari 1937[3]
- Kapitän zur See: 1 januari 1939[3]
- Konteradmiral: 1 september 1942[3]
- Vizeadmiral: 1 februari 1943[3]
- Admiral: 1 april 1943[3]
- Generaladmiral: 1 mei 1945[3]

## Decoraties
- IJzeren Kruis 1914, 1e en 2e Klasse[4][3]
- Ridderkruis der 2e klasse in de Orde van de Leeuw van Zähringen met Zwaarden[4]
- Erekruis voor Frontstrijders in de Wereldoorlog[5][3]
- Spanjekruis in zilver met Zwaarden[5] - zonder Zwaarden[3]
- Dienstonderscheiding van Leger en Marine (Duitsland) voor (25 dienstjaren)[5]
- Herhalingsgesp bij IJzeren Kruis 1939, 1e en 2e Klasse[5]
- Ridderkruis van het Kruis voor Oorlogsverdienste met Zwaarden op 17 januari 1945[5][3]
- Kruis voor Oorlogsverdienste, 1e Klasse en 2e Klasse met Zwaarden[5][3]
- Duits Kruis in zilver op 6 juni 1942 als Kapitän zur See en 2e Admiraal van de U-boats[6][5][3]